# Callyspongia crassifibra
Callyspongia crassifibra är en svampdjursart som först beskrevs av Arthur Dendy 1887.  Callyspongia crassifibra ingår i släktet Callyspongia och familjen Callyspongiidae. Inga underarter finns listade i Catalogue of Life.